# IC 238
IC 238 је лентикуларна галаксија у сазвјежђу Ован која се налази на листи објеката дубоког неба у Индекс каталогу.
Деклинација објекта је + 12° 50' 18" а ректасцензија 2h 35m 22,7s. Привидна величина (магнитуда) објекта IC 238 износи 12,9 а фотографска магнитуда 13,9. IC 238 је још познат и под ознакама UGC 2070, MCG 2-7-16, CGCG 439-18, PGC 9835.